# Gyulyazy
Gyulyazy (ryska: Гюлези) är en ort i Azerbajdzjan.   Den ligger i distriktet Quba Rayonu, i den nordöstra delen av landet, 140 km nordväst om huvudstaden Baku. Gyulyazy ligger 1 186 meter över havet och antalet invånare är 1 375.
Terrängen runt Gyulyazy är huvudsakligen kuperad, men österut är den bergig. Närmaste större samhälle är Vtoryye Nyugedy, 17,7 km norr om Gyulyazy. 
I omgivningarna runt Gyulyazy växer i huvudsak lövfällande lövskog. Runt Gyulyazy är det ganska glesbefolkat, med 48 invånare per kvadratkilometer.